# Zdravko Rajkov
Zdravko Rajkov (szerb cirill betűkkel Здpaвкo Pajкoв; Csúrog, 1927. december 5. – Mexikóváros, 2006. július 30.) olimpiai ezüstérmes szerb edző, korábbi labdarúgó.
A jugoszláv válogatott tagjaként részt vett az 1958-as világbajnokságon.

## Sikerei, díjai

### Játékosként
Jugoszlávia
- Olimpiai ezüstérmes (1): 1952

### Edzőként
Taj
- Ázsiai bajnokok tornája (1): 1970